# Parafia św. Maksymiliana Kolbego w Maksymilianowie
Parafia św. Maksymiliana Kolbego w Maksymilianowie – parafia rzymskokatolicka w dekanacie Osielsko diecezji bydgoskiej.
Utworzona 1 lipca 1992.
Miejscowości należące do parafii: Bożenkowo, Maksymilianowo, Niemcz (ul. Kopernika) i Żołędowo (ul. Pod Lasem).